# Mont Mohi
Le mont Mohi est un sommet des monts Mitumba en république démocratique du Congo. Son point culminant s'élève à une altitude de 
3 475 m.
Il est situé au sud de Bukavu au Sud-Kivu, sur le flanc occidental de la vallée de la Ruzizi, qui fait partie de la vallée du Grand Rift occidentale.